# Donkere wespbij
De donkere wespbij (Nomada marshamella) is een sterk op een wesp gelijkende bij uit de familie Apocrita.

## Beschrijving
Deze solitaire bij heeft een meer rode kleur; rode ogen, poten, voelsprieten en ook de vleugels zijn oranjerood gekleurd. Het achterlijf is net zoals veel wespen zwart en heeft gele dwarsstrepen. De kop en het borststuk zijn roodbruin tot zwart van kleur en sterk behaard en de lengte is maximaal 14 millimeter, mannetjes blijven iets kleiner maar het verschil is te klein om te zien. Kenmerkend zijn de twee kleine, gele vlekjes aan de achterzijde van het borststuk.

## Algemeen
De donkere wespbij is een zogenaamde koekoeksbij, en dankt deze naam aan de voortplanting. De eitjes worden namelijk niet in een zelfgemaakt nest afgezet, maar in een nest van een zandbijensoort. Er zijn drie soorten zandbijen waarop de wespbij parasiteert, waaronder de asbij (Andrena cineraria). Omdat deze drie soorten in grote delen van Europa voorkomen, is ook deze soort algemeen, ook in Nederland en België, maar onopvallend. De vliegtijd is van april tot augustus.